# ألبا غايا بيلوجي
ألبا غايا بيلوجي (مواليد 5 مارس 1995) هي ممثلة فرنسية أشتهرت بدورها إليسا في فيلم المنبوذون.

## روابط خارجية
ألبا جايا بيلوجي على موقع IMDb (الإنجليزية)
- ألبا جايا بيلوجي على موقع قاعدة بيانات الأفلام العربية
- ألبا جايا بيلوجي على موقع ألو سيني (الفرنسية)
- ألبا جايا بيلوجي على موقع أول موفي (الإنجليزية)
- ألبا جايا بيلوجي على موقع قاعدة بيانات الأفلام السويدية (السويدية)
- ألبا جايا بيلوجي على موقع قاعدة بيانات الفيلم (الإنجليزية)
- ألبا جايا بيلوجي على موقع كينوبويسك (الروسية)